# Européens

Répartition des Européens et de la diaspora européenne.

Le terme Européen désigne, selon une conception strictement géographique, un habitant du continent européen. Dans le langage courant, il peut aussi désigner un citoyen de l'Union européenne, même si tout habitant de l'Europe n'est pas nécessairement citoyen de l'Union européenne, et réciproquement. Enfin, le terme est parfois utilisé dans un sens ethnique pour désigner un individu ou une population d'ascendance exclusivement ou majoritairement européenne, en particulier dans les pays ayant connu une forte colonisation de peuplement venue d'Europe.

## Origine du mot
Aristote utilise déjà « Εὐρώπην / eurôpên » dans le livre III de sa Politique : « Les barbares sont plus enclins à la servitude que les Grecs, et les Asiatiques que les Européens ».
Une mention plus récente du terme « Européen » se trouve dans les chroniques mozarabes de 754. Le néologisme latin Europenses est alors utilisé pour désigner la coalition des troupes franques de Charles Martel et celles d'Eudes d'Aquitaine qui, en 732, arrête le raid militaire d'Abd al-Rahman vers Saint Martin de Tours à la bataille de Poitiers.
En 1735, dans la première édition de son ouvrage Systema naturae, le naturaliste Carl von Linné nomme les humains vivant en Europe Homo europaeus albescens, en en faisant une espèce du genre Homo. En complément, suivant les couleurs de peau, il définit trois catégories supplémentaires : Homo americanus rubescens (Américains), Homo asiaticus fuscus (Asiatiques) et Homo africanus niger (Africains). À partir de la 10e édition de son ouvrage (1758, page 20), il définit une unique espèce regroupant ces quatre variétés sous le nom d’Homo sapiens. Néanmoins, il distingue par leur tempérament et leur posture corporelle Homo europaeus albus, Homo americanus rufus, Homo asiaticus luridus et Homo africanus niger.
Depuis la fin du XIXe siècle, on parle couramment d’Européens en tant qu'entité culturelle plutôt qu'entité géographique. Les descendants des colons européens durant l’apartheid en Afrique du Sud se nommaient entre eux Européens mais se désignaient également en tant qu’Afrikaners (Africains) par opposition aux Européens continentaux.
Au XXe siècle se développe l’idée d’une Union paneuropéenne internationale qui unirait les peuples et nations européennes. Ces dernières décennies, les personnes favorables à l’Union européenne ou à un mouvement pro-européen se désignent elle-même comme Européennes.

## Paléolithique
Les plus anciens vestiges fossiles d'Homo sapiens connus en Europe ont été trouvés dans la grotte de Bacho Kiro, en Bulgarie, où une dent humaine et des fragments osseux, identifiés par leur ADN comme relevant d'Homo sapiens, ont été datés en 2020 par le carbone 14 d'environ 45 000 ans avant le présent (AP). Les outils de pierre de Willendorf, en Autriche, sont datés de 43 500 ans AP et sont attribués à Homo sapiens. Ces premiers hommes modernes d'Europe étaient des chasseurs cueilleurs et sont souvent désignés sous le nom d'Homme de Cro-Magnon dans le langage courant.
Dans les années 1990, l’idée que toutes les populations humaines vivant aujourd’hui sur la planète ont une origine commune africaine devient majoritaire. En 1990 est fondé le Projet génome humain, grâce auquel le génome humain est séquencé. En 2003, les résultats du projet sont publiés, il devient alors possible de comparer l’ADN de fossiles avec celui des populations vivant aujourd’hui.
Les Européens actuels, comme tous les non-Africains, possèdent en moyenne 1,8 % d’ADN néandertalien dans leur génome, acquis par hybridation lors de la dernière sortie d'Afrique de l'Homme moderne. Cette part d'ADN néandertalien, présente dans des proportions très proches chez tous les Eurasiens (lesquels représentent environ 87 % de l'humanité), n'est en rien spécifique aux Européens.
Un fossile d'Homme moderne daté d'environ 36 200 ans AP, Kostenki 14, trouvé en Russie d'Europe, montre une parenté avec les populations actuelles d'Eurasie de l'Ouest mais pas avec celles d'Asie orientale. Cela montre que la divergence génétique entre Eurasiens de l'Ouest et Asiatiques de l'Est date de plus de 36 000 ans et donc d'un stade précoce du Paléolithique supérieur. Les Européens actuels appartiennent à une métapopulation qui vit de l'Europe à l'Asie centrale, en passant par l'Afrique du Nord et le Moyen-Orient.

## Néolithique
L’agriculture s’est développée au Proche-Orient à partir d'environ 8500 av. J.-C. et s'est diffusée en Europe à partir de 6400 av. J.-C.. Les analyses génétiques montrent que l’agriculture a été apportée en Europe par des populations venues d'Anatolie, qui ont remplacé les chasseurs-cueilleurs locaux. Le génome des Européens modernes montre une part limitée provenant des chasseurs cueilleurs du Mésolithique alors que la part moyenne des agriculteurs du Néolithique est proche de 50 %. Les populations qui vivaient de chasse et de cueillette ont été diluées par les nouveaux arrivants,.
Les analyses génétiques ont également montré la présence d’une troisième composante dans le génome actuel des Européens. Cette composante est issue des populations nomades indo-européennes, venues des steppes pontiques à partir d'environ 3000 av. J.-C., et représentées par la culture Yamna,.

## Diversité génétique des Européens
Plusieurs études génétiques permettent d'affiner les relations génétiques entre les peuples européens et leurs contours. Selon une étude de Chao Tian, en 2009, ayant calculé les distances génétiques (Fst) entre plusieurs populations en se basant sur l’ADN autosomal, certains Européens du Sud tels que les Grecs et Italiens du Sud se distinguent génétiquement du reste de l'Europe en apparaissant à peu près autant distants des Arabes du Levant (Palestiniens, Libanais, Syriens) que des Scandinaves et Russes, mais sachant cependant que les populations du Levant sont souvent inclus parmi les "blancs" au sens large dans l’anthropologie ou du moins proche. Un Italien du Sud est ainsi génétiquement deux fois et demi plus proche d'un Palestinien que d'un Finlandais,,, mais une telle distance avec les Finlandais n'est pas représentative des distances entre les Européens, elle s'explique parce que les Finlandais sont mélangés avec des asiatiques sibériens, d'affinité proche des Sami, les Finlandais sont donc un peuple génétiquement assez isolé des autres Européens (y compris des Scandinaves et des Russes) ce qui les éloigne du reste des Européens sur le plan des distances génétiques. De même les Italiens du Sud constitue un groupe plus distant.
Malgré une faible différence génétique entre Européens, il existe des variations génétiques qui recoupent la proximité géographique à parfois quelques centaines de kilomètres près. En 2016, une étude autosomale de Fiorito et al  qui a calculé les distances génétiques entre les populations européennes et celles du bassin méditerranéen en prenant en compte plusieurs centaines de milliers de SNPs, a confirmé la distance génétique importante entre les Italiens et les Finlandais, et aussi montré que l'on observait également des distances importantes entre les Sardes, population isolée également, et les autres Européens puisqu'ils sont par exemple plus distants des Russes que des Levantins (Jordaniens, Syriens) et des Marocains. Cependant, cette étude a aussi montré que des distances génétiques importantes existaient également entre certaines populations européennes non isolées. Ainsi la distance génétique qui sépare les Italiens du Sud des Russes et des Britanniques est également plus importante que la distance qui les sépare des Jordaniens et des Syriens.
En avril 2011, Moorjani et al., ayant analysé plus de 6 000 individus provenant de 107 populations différentes en utilisant une nouvelle méthode d'estimation des origines ancestrales et de datation de mélange, ont pu estimer des taux de mélange de gènes africains subsahariens dans le génome des populations d’Eurasie de l'Ouest, les résultats montrent que les Arabes du Levant ont un mélange africain subsaharien significatif (4 à 15 %) qui semble relativement récent chez eux (datant d'après la conquête arabo-musulmane du Proche-Orient au Moyen Âge) ; il est intermédiaire chez les différents groupes Juifs (4 à 5 %) et de manière relativement homogène et plus ancienne, cela semble dater d'avant la séparation des différents groupes de la diaspora juive ; il est bien plus faible chez les Européens du Sud (1 à 3 %) où ce flux de gènes africains semble être arrivé de manière indirecte durant l'Empire romain puis par l’intermédiaire de l'expansion islamique ; et il est indétectable chez les Européens du Nord.  En 2013, selon une étude autosomale de l'Institut de Biologie Évolutive (IBE) de l'Universitat Pompeu Fabra de Barcelone, portant sur près de 3 000 individus, entre 5 et 15 % du génome des habitants de la Péninsule ibérique, selon les régions  (sauf les Basques), est issu d'Afrique du Nord,,. En 2014, une étude autosomale similaire réalisée par Lazaridis et al., a calculé que, en moyenne, 12,6 % du génome des Espagnols de la péninsule ibérique  est issu d'Afrique du Nord et 2,2 % d'Afrique subsaharienne. Du côté des lignées maternelles uniquement (Adn mitochondrial), une étude de Hernandez et al en 2015  a montré que les Andalous de l'Est et de l'Ouest avaient respectivement 3,6 % et 11,8 %  de lignées maternelles africaines,,. 

### Haplogroupes d'Europe
Principaux haplogroupes d'Europe :
| Haplogroupe | Total Europe | Europe de l'Ouest | Europe du Nord | Europe du Sud | Europe de l'Est |
| ----------- | ------------ | ----------------- | -------------- | ------------- | --------------- |
| R1b         | 35,5 %       | 50,5 %            | 53 %           | 41,5 %        | 9,0 %           |
| R1a         | 21,0 %       | 9,5 %             | 9,5 %          | 6,0 %         | 43,5 %          |
| I2          | 9,5 %        | 6,5 %             | 6,0 %          | 9,5 %         | 13,5 %          |
| I1          | 8,5 %        | 13,0 %            | 18,0 %         | 3,5 %         | 5,5 %           |
| E1b1        | 7,0 %        | 6,0 %             | 2,0 %          | 12,5 %        | 5,5 %           |
| J2          | 6,5 %        | 5,0 %             | 2,5 %          | 13,0 %        | 5,0 %           |
| N           | 5,5 %        | 0,5 %             | 6,5 %          | 0,5 %         | 12,5 %          |
| G           | 3,5 %        | 5,5 %             | 1,0 %          | 6,0 %         | 2,0 %           |
| T           | 1,0 %        | 1,0 %             | 0,5 %          | 2,5 %         | 1,0 %           |
| J1          | 1,0 %        | 0,5 %             | 0,0 %          | 2,5 %         | 0,5 %           |
| Q           | 0,5 %        | 0,5 %             | 0,5 %          | 0,5 %         | 1,0 %           |
| Autres      | 1,5 %        | 1,5 %             | 0,5 %          | 2,0 %         | 1,0 %           |

## Utilisation dans les statistiques officielles
Dans certains pays anglo-saxons, les citoyens sont classifiés selon leur appartenance ethnique. On parle ainsi aux États-Unis d'« Euro-Américains » pour désigner les descendants d'Européens, comme on parle d'« Afro-Américains » pour désigner les descendants d'Africains.

## Histoire

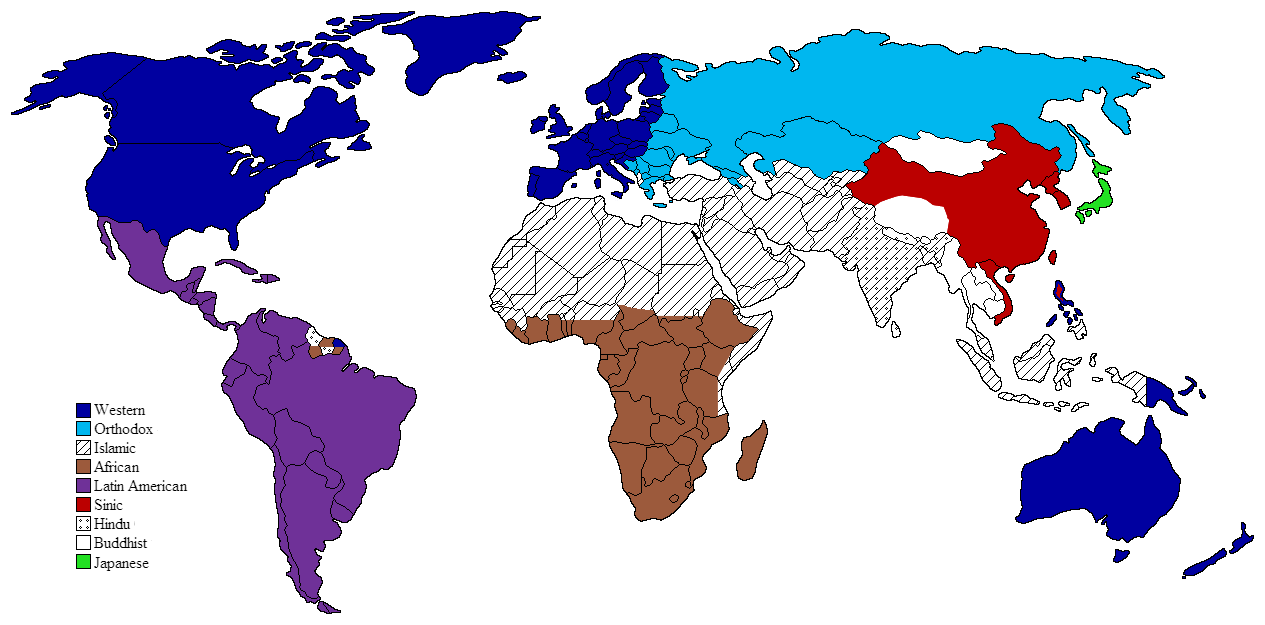
Les civilisations du monde selon Samuel Huntington : en bleu foncé l'Europe Occidentale et les pays colonisés où les descendants d'Européens sont majoritaires, en bleu clair l'Europe de l'Est et la sphère orthodoxe slave.

L'Europe est le berceau de la civilisation occidentale.
Les Européens sont à l'origine de nombreuses avancées dans l'histoire de l'humanité : la démocratie athénienne, la Renaissance avec la redécouverte de la science et de l'art antiques, les Lumières (rationalisation et sécularisation), la Révolution industrielle et le concept d'État-nation.
Au dix-huitième et surtout au dix-neuvième siècle, de nombreux Européens migrent hors d'Europe, en particulier en Amérique du Nord (États-Unis, Canada), en Océanie (Australie, Nouvelle-Zélande), en Afrique australe (Afrique du Sud) ou dans le Cône Sud de l'Amérique latine (notamment en Argentine). Leurs descendants forment encore la majorité de la population dans la plupart de ces pays.
Du début du XIXe siècle, avec la Révolution Industrielle, d'abord engagée au Royaume-Uni, jusqu'en 1914, les Européens dominent sans partage l'économie et la finance mondiale.

## Culture et mœurs

Une des peintures les plus célèbres au monde, La Joconde représente la florentine Mona Lisa del Giocondo.

Selon le sociologue Henri Mendras, la mentalité européenne se caractérise par :
- « l'individualisme évangélique et romain » — ce qui est dans la lignée de l'humanisme : « l'individualisme proclamé par le Christ a mis deux millénaires à pénétrer la mentalité occidentale » mais « la seconde racine de l'individualisme occidental se trouve dans le droit romain. De la loi des Douze Tables (451 av. J.-C.) à Justinien et à Napoléon, la carrière bimillénaire de ce chef-d'œuvre idéologique » ;
- « l'idée de nation, peuplée de paysans stables sur leur tenure [idée qui] s'oppose à celle des empires » ;
- « le capitalisme inventé à partir du XVIe siècle […] épanoui grâce à l'industrie et au rapport qu'elle suppose entre sciences et techniques » ;
- « la démocratie ou, plus précisément, le gouvernement de la majorité dans le respect du droit des minorités ». Et il ajoute que « liés entre eux, ces quatre traits, exceptionnels dans l'histoire des civilisations, font modèle […] ».

Le professeur Leo Strauss, en outre, voit un libéralisme antique européen déjà, dans le monde gréco-romain. De façon plus évasive, l'essayiste Jean Mabire perçoit du libéralisme chez les anciens paysans-guerriers Celtes et Nordiques, aussi, ainsi que de l’individualisme.

## Langues
Le grec ancien fut la langue véhiculaire de la Méditerranée orientale et du Proche-Orient durant l'Antiquité après les conquêtes d'Alexandre le Grand (voir la Pierre de Rosette). Le latin a ensuite été propagé en Europe par l'empire Romain, puis au Moyen Âge par l'Église catholique.
Les langues européennes modernes sont les plus diffusées du monde : l'influence de l'anglais, du français, ou de l'espagnol provient des anciens empires britannique, français et espagnol. En conséquence, l'alphabet latin est présent dans de nombreuses régions de la planète.
Ainsi, quatre des six langues de travail de l'ONU sont des langues européennes : ce sont l'anglais, l'espagnol, le français et le russe (qui utilise l'alphabet cyrillique). Outre ces quatre langues, seuls le mandarin et l'arabe disposent de ce privilège.

## Religions
En 2011, 76,2 % des habitants du continent européen (Russie comprise) se déclaraient chrétiens (46,3 % catholiques, 35,4 % orthodoxes, 17,8 % protestants, 0,5 % autres chrétiens).

## Systèmes familiaux
Les systèmes familiaux selon Emmanuel Todd sont d'une grande diversité : 

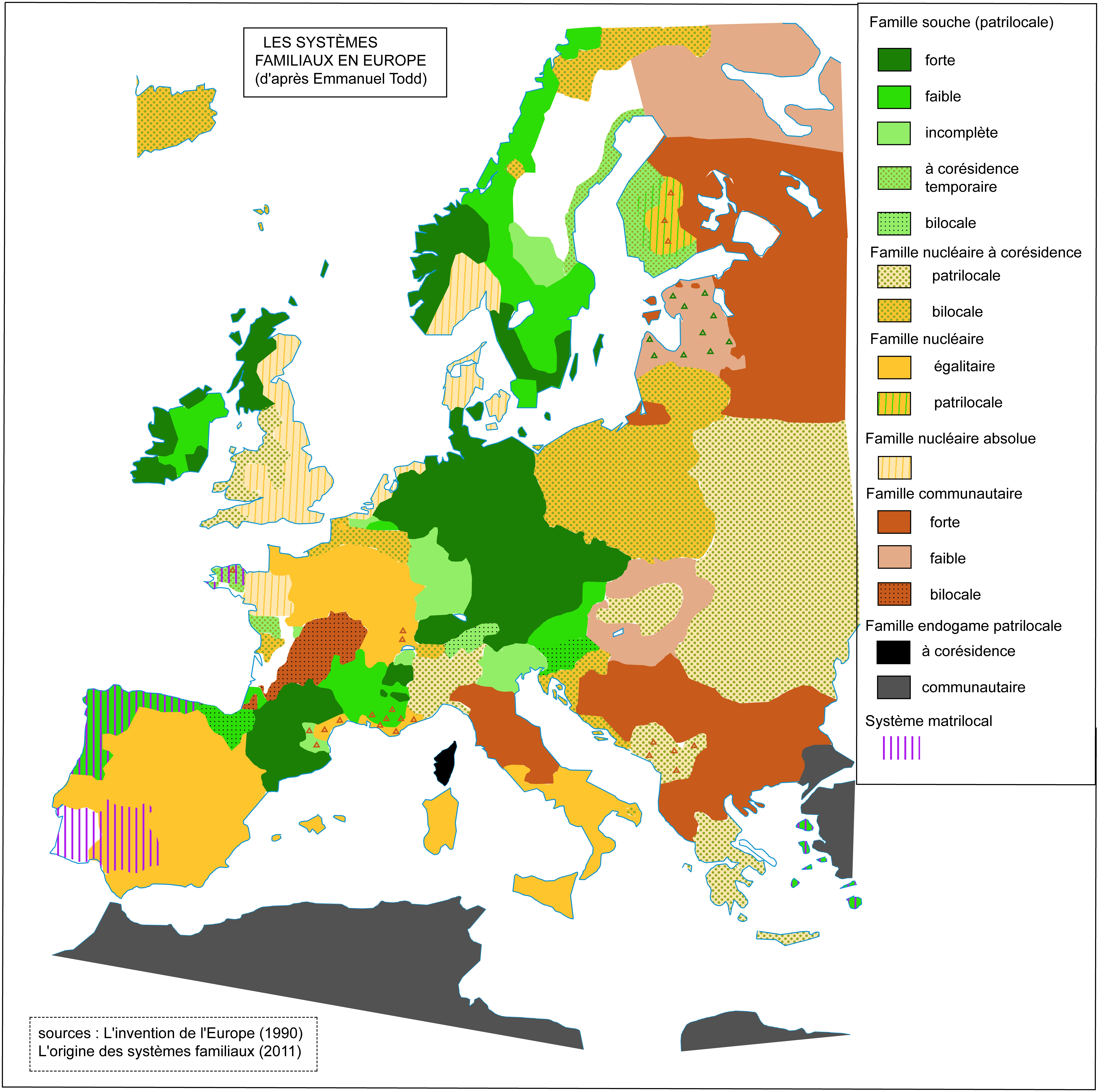
Carte des systèmes familiaux en Europe d'après Emmanuel Todd

## Économie et niveau de vie

Carte des pays du monde selon leur IDH (le bleu le plus foncé correspond à l'IDH le plus élevé). Les pays européens, et ceux où leurs descendants sont majoritaires disposent de très hauts niveaux de vie

La plupart des pays européens et des pays majoritairement peuplés de descendants d'Européens (parfois qualifiés de pays occidentaux) se caractérisent par un haut niveau de vie. La seule exception notable concerne certain pays d'Europe de l'Est, plus pauvres.